# Sócrates de Bitinia
Sócrates (en griego antiguo: Σωκράτης ό χρηστός), rey de Bitinia reinó del 90 a. C. al 85 a. C. Hermano del rey Nicomedes IV, reemplazó a este con la ayuda de Mitrídates VI del Ponto. Las victorias del cónsul romano Lucio Cornelio Sila provocaron su expulsión definitiva del reino en el curso de la primera guerra mitridática, con lo que se produjo el retorno de Nicomedes IV al trono.

## Origen
El rey Nicomedes III de Bitinia dejó a su muerte dos hijos: Nicomedes IV, que le sucedió, y un segundo hijo, quizá ilegítimo, llamado Sócrates, que reclamó también el trono.

## Pretendiente y usurpador
Tras haber intentado asesinar a Nicomedes IV por medio de un cierto Alejandro, el rey Mitrídates VI del reino de Ponto decide oponerle a Sócrates, quien invade Bitinia a la cabeza de un ejército póntico mandado por el general Arquelao , y se apodera del reino.
Vencido, Nicomedes III huye a Roma, donde encuentra a Ariobarzanes I de Capadocia, también desposeído de su reino en favor de Ariarates IX, hijo de Mitrídates VI, a fin de reclamar justicia. Sócrates fue proclamado rey, aunque fue un títere, y el reino de Bitinia fue de facto integrado en el imperio póntico de Mitrídates VI.
El Senado romano decide enviar en 90 a. C. una comisión conducida por Manio Aquilio, hijo del creador de la provincia de Oriente. Sócrates reclama la asistencia de Mitrídates VI, pero este se guarda de intervenir, y a fin de evitar entregarle a los romanos, le hace asesinar.
| Predecesor: Nicomedes IV Filopátor | Rey de Bitinia 90 a. C. - 84 a. C. | Sucesor: Nicomedes IV Filopátor |